# Bernardo Silva
Bernardo Mota Veiga de Carvalho e Silva (phát âm tiếng Bồ Đào Nha: [ˈbɨɾˈnaɾduˈ siɫvɐ]; sinh ngày 10 tháng 8 năm 1994), thường được biết đến với tên gọi Bernardo Silva hay Bernardo, là một cầu thủ bóng đá chuyên nghiệp người Bồ Đào Nha hiện đang thi đấu ở vị trí tiền vệ tấn công hoặc tiền vệ cánh cho câu lạc bộ Premier League Manchester City và đội tuyển bóng đá quốc gia Bồ Đào Nha. Được đánh giá là một trong những tiền vệ xuất sắc nhất thế giới trong thế hệ của mình, Silva nổi tiếng nhờ lối chơi giàu tốc độ, thể lực, kỹ thuật xử lý bóng xuất sắc, sự nhạy bén và khả năng làm việc hiệu quả trên sân.
Sinh ra ở Lisbon, Silva trưởng thành từ lò đào tạo trẻ của Benfica. Anh bắt đầu chơi cho Benfica B vào năm 2013 và được lên đội một vào năm 2014, chơi một vài phút với đội sau. Anh được cho mượn tại đội bóng ở Ligue 1 Monaco trong mùa giải 2014–15, với việc đội bóng sau đó đã mua đứt anh vào mùa đông năm 2015. Sau khi giành chức vô địch cùng đội bóng vào năm 2017, anh đã được Manchester City ký hợp đồng với một khoản phí được báo cáo trị giá 43,5 triệu bảng Anh. Anh đã giành được Premier League và EFL Cup trong mùa giải đầu tiên trong màu áo này, sau đó là cú ăn ba quốc nội mùa giải sau. Anh đóng một vai trò quan trọng trong việc Man City trở thành đội bóng nam đầu tiên ở Anh giành cú ăn ba quốc nội, được vinh danh là Cầu thủ xuất sắc nhất năm của Manchester City vào năm 2019 và là một phần của PFA Premier League Team of the Year, cũng được xướng tên trong danh sách rút gọn 30 cầu thủ nam xuất sắc tại Quả bóng vàng châu Âu. Ở mùa giải 2020–21, anh tiếp tục đóng một vai trò quan trọng trong việc giúp Manchester City lọt vào trận chung kết UEFA Champions League đầu tiên của họ, sau này anh tiếp tục được ghi danh trong hành trình đưa đội bóng giành được cú ăn ba trong lịch sử ở mùa giải 2022–23.
Silva ra mắt đội tuyển Bồ Đào Nha vào năm 2015 sau khi được khoác áo các đội trẻ của quốc gia này ở cấp độ dưới 19 và dưới 21 tuổi. Anh được chọn vào đội tuyển Bồ Đào Nha tham dự hai kỳ FIFA World Cup (vào các năm 2018 và 2022), hai kỳ UEFA Euro (2020 và 2024), và giành hạng ba tại FIFA Confederations Cup 2017. Bên cạnh đó, anh cùng với các đồng đội còn hai lần lên ngôi vô địch UEFA Nations League (vào các năm 2019 và 2025), trong đó anh được vinh danh là Cầu thủ xuất sắc nhất giải đấu ở mùa giải năm 2019.

## Sự nghiệp câu lạc bộ

### Benfica
Là sản phẩm của hệ thống đào tạo trẻ của SL Benfica, Silva đã chơi cho các cấp bậc của mình, và vào năm 2013, họ đã giành chức vô địch Giải vô địch trẻ Bồ Đào Nha 2012–13. Anh có màn ra mắt cho Benfica B trong trận đấu tại Giải bóng đá hạng nhất quốc gia Anh với Trofense vào ngày 10 tháng 8 năm 2013 (Vòng 1).
Vào ngày 19 tháng 10 năm 2013, Silva ra mắt Benfica ở tuổi 19, trong trận đấu ở vòng ba 2013–14 Taça de Portugal với chiến thắng 1–0 trên sân khách trước câu lạc bộ Campeonato Nacional de Seniores CD Cinfães, vào sân từ băng ghế dự bị ở phút thứ 80. Màn trình diễn xuất sắc của anh ấy cho Benfica B ở Segunda Liga 2013–14 đã giúp anh ấy giành được danh hiệu Cầu thủ đột phá của năm của giải đấu. Anh ấy là thành viên của đội giành cú ăn ba trong nước của Benfica mùa giải 2013–14.

### Monaco

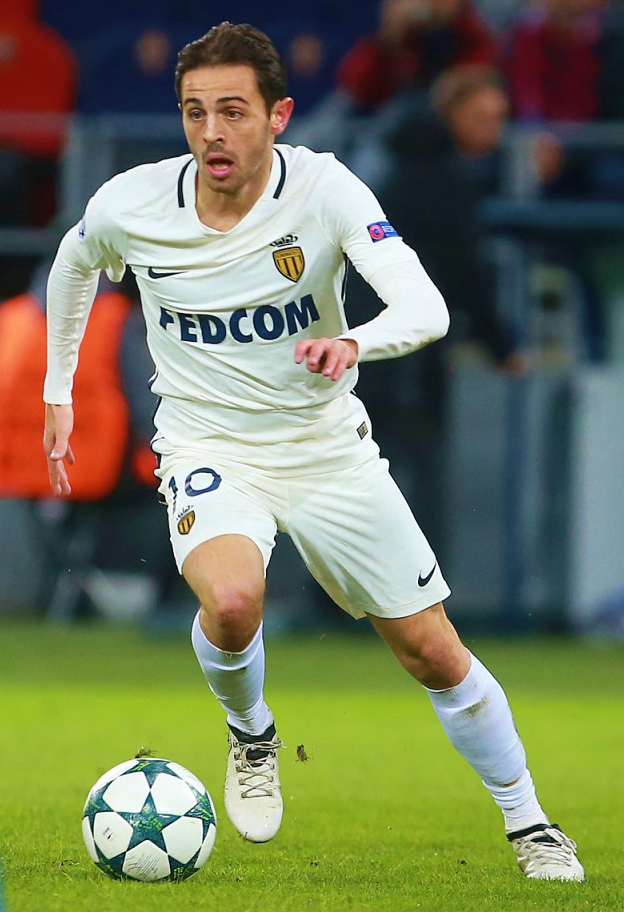
Silva thi đấu cho Monaco tại UEFA Champions League 2016–17

Vào ngày 7 tháng 8 năm 2014, Silva gia nhập Monaco theo hợp đồng cho mượn một năm. Anh có màn ra mắt vào ngày 17 tháng 8 trong trận đấu trên sân khách tại Ligue 1 với Bordeaux, thay cho Lucas Ocampos trong hiệp hai. Vào ngày 21 tháng 9, anh ấy có trận ra sân đầu tiên, trong chiến thắng 1–0 trên sân nhà trước Guingamp. Vào ngày 14 tháng 12, anh ghi bàn thắng duy nhất trong chiến thắng của đội nhà trước Marseille.
Vào ngày 20 tháng 1 năm 2015, Benfica thông báo rằng quyền kinh tế và thể thao của Silva đã được bán cho Monaco với giá 15,75 triệu euro; anh ký hợp đồng với Monaco sẽ hết hạn vào ngày 30 tháng 6 năm 2019. Vào ngày 10 tháng 4, anh ghi hai bàn trong chiến thắng 3–0 trước Caen. Vào ngày 10 tháng 8 năm 2015, Silva gia hạn hợp đồng thêm một năm, ràng buộc anh với câu lạc bộ đến tháng 6 năm 2020.
Trong trận đấu trên sân khách của vòng bảng Champions League 2016–17 với CSKA Moscow vào ngày 18 tháng 10 năm 2016, Silva đã ghi bàn gỡ hòa cho Monaco ở phút 87 để đảm bảo rằng trận đấu kết thúc với tỷ số hòa 1–1. Vào ngày 15 tháng 1 năm 2017, anh ghi hai bàn thắng cuối cùng của Monaco trong chiến thắng 4–1 trước Marseille để giúp Monaco vươn lên dẫn đầu bảng xếp hạng Ligue 1 lần đầu tiên kể từ vòng 5 của mùa giải Ligue 1 hiện tại. Ngày 29 tháng 1 sau đó, Silva ghi bàn gỡ hòa trong thời gian bù giờ trong trận hòa 1–1 trước các nhà đương kim vô địch giải đấu Paris Saint-Germain tại Parc des Princes, đưa đội của anh ấy lên đầu bảng xếp hạng. Anh kết thúc mùa giải 2016–17 với 8 bàn thắng và 9 kiến tạo trong giải đấu và 11 bàn thắng và 12 pha kiến tạo trong 58 trận đấu trên mọi đấu trường.

### Manchester City

#### 2017–2021: Thành công trong nước và vào chung kết châu Âu
Màn trình diễn tầm cỡ của anh ấy trước Manchester City cho Monaco ở các trận đấu loại trực tiếp UEFA Champions League 2016–17 đã được huấn luyện viên trưởng Pep Guardiola và các nhân viên hậu trường của ông ghi nhận. Vào ngày 26 tháng 5 năm 2017, Manchester City xác nhận việc ký hợp đồng 5 năm với Silva sau khi vượt qua các bài kiểm tra y tế. Mặc dù phí chuyển nhượng vẫn chưa được tiết lộ, nhưng nó đã được báo cáo lên tới 50 triệu euro (43,5 triệu bảng), có thể lên tới 70 triệu euro nếu có các điều khoản bổ sung. Silva chính thức gia nhập câu lạc bộ vào ngày 1 tháng 7 năm 2017, trước mùa giải 2017–18.
Vào ngày 13 tháng 2 năm 2018, Silva ghi bàn thắng đầu tiên tại Champions League cho Man City trong chiến thắng 4–0 trước Basel ở trận lượt đi vòng 16 đội. Vào ngày 5 tháng 3, Silva ghi bàn thắng duy nhất vào lưới Chelsea trên sân nhà – một trận thắng quan trọng giúp họ chỉ còn cách chức vô địch Premier League ba trận thắng nữa. Anh ấy tự khẳng định mình là một cầu thủ có phong độ ổn định, chơi nhiều trận nhất so với bất kỳ cầu thủ nào của Thành phố trong mùa giải tính đến cuối tháng 2 năm 2018. Tính đến cuối mùa giải, anh ấy đã chơi cho Manchester City 53 lần trên mọi đấu trường – nhiều nhất so với bất kỳ cầu thủ nào của Man City trong mùa giải đó và giúp họ đạt kỷ lục 100 điểm tại Premier League và EFL Cup.
Silva đã có 51 lần ra sân cho Manchester City trong mùa giải 2018–19, ghi 13 bàn và có thêm 14 pha kiến tạo trên mọi đấu trường. Vào ngày 24 tháng 4 năm 2019, Silva ghi bàn mở tỷ số cho Man City trước Manchester United trong trận Derby Manchester, và chiến thắng 2–0 tại Old Trafford đã đưa đội bóng của anh lên đầu bảng xếp hạng. Những màn trình diễn ổn định và có tầm ảnh hưởng của Silva đã giúp đội bóng của anh giành chức vô địch Premier League, lấp đầy vị trí của Kevin De Bruyne, người đã bỏ lỡ phần lớn mùa giải vì chấn thương. Kết quả là anh ấy đã được bầu chọn vào Đội hình xuất sắc nhất năm của PFA cùng với bốn cầu thủ khác của City và giành được danh hiệu Giải thưởng Cầu thủ xuất sắc nhất mùa giải của Manchester City, do người hâm mộ bình chọn.
Trong mùa giải 2019–20, Silva đã ghi một hat-trick trong trận thắng 8–0 trước Watford tại Premier League vào ngày 21 tháng 9. Vài ngày sau, anh ta bị buộc tội về việc phân biệt chủng tộc đối với đồng đội của anh ấy, Benjamin Mendy trong một dòng tweet ví vẻ ngoài của người chơi giống như một linh vật quảng cáo da ngăm; Mendy nói rằng anh ấy không cảm thấy bị xúc phạm. Vào tháng 11, Silva bị cấm thi đấu một trận và bị phạt 50.000 bảng vì dòng tweet. FA nói rằng Silva không có ý định xúc phạm hay phân biệt chủng tộc dưới bất kỳ hình thức nào. Vào tháng 10 năm 2019, Silva được đề cử là một trong số 30 ứng cử viên cho Ballon d´Or.
Vào ngày 10 tháng 1 năm 2021, Silva ghi một cú đúp trong chiến thắng 3–0 trên sân nhà trước đội Championship Birmingham City ở vòng 3 FA Cup. Vào ngày 20 tháng 1 năm 2021, Silva ghi bàn thắng đầu tiên trong mùa giải trong chiến thắng 2–0 trên sân nhà trước Aston Villa. Vào ngày 24 tháng 2 năm 2021, Silva ghi bàn thắng đầu tiên trong mùa giải tại Champions League trong chiến thắng 2–0 trước Borussia Mönchengladbach trong trận lượt đi vòng 16 đội.

#### 2021–22: Lần thứ tư vô địch Premier League
Vào đầu mùa giải 2021–22 , huấn luyện viên Manchester City Pep Guardiola tiết lộ rằng Silva là một trong ba cầu thủ muốn rời câu lạc bộ trong kỳ chuyển nhượng mùa hè. Có thông tin cho rằng, anh ấy không hài lòng ở Manchester, với đội bóng La Liga Atlético Madrid và đội bóng Serie A AC Milan đang quan tâm đến việc ký hợp đồng với anh ấy. Sau khi không thể rời câu lạc bộ trong kỳ chuyển nhượng, Silva bắt đầu thể hiện những màn trình diễn ấn tượng ở hàng tiền vệ cho Manchester City, đáng chú ý nhất là trong chiến thắng 5–0 trước Arsenal, ghi bàn thắng duy nhất trong chiến thắng 1–0 trước Leicester City, và đối đầu Liverpool và Chelsea, được vinh danh là cầu thủ xuất sắc nhất trận đấu sau đó, với huấn luyện viên Pep Guardiola mô tả Silva là "một trong những cầu thủ xuất sắc nhất thế giới". Vì những màn trình diễn của mình, Silva đã được những người ủng hộ câu lạc bộ trao giải Cầu thủ xuất sắc nhất tháng của Manchester City trong hai tháng liên tiếp vào tháng 9 và tháng 10.
Vào ngày 6 tháng 11, trong trận derby Manchester, Silva ghi bàn thắng thứ hai cho Man City trong chiến thắng 2–0 trước Manchester United tại Old Trafford. Vào ngày 24 tháng 11, Silva trở thành cầu thủ đầu tiên tại Champions League đạt tỷ lệ chuyền bóng thành công 100%, được vinh danh là cầu thủ xuất sắc nhất trận, khi anh kiến tạo cho Gabriel Jesus, trong chiến thắng 2–1 trên sân nhà của Man City trước Paris Saint-Germain trong một trận đấu vòng bảng Champions League, để đảm bảo đội của anh ấy đủ điều kiện vào vòng 16 đội. Với những màn trình diễn của mình, Silva đã được vinh danh là Cầu thủ xuất sắc nhất tháng của Manchester City vào tháng 11, trở thành cầu thủ đầu tiên giành được giải thưởng này trong ba tháng liên tiếp.
Vào ngày 15 tháng 2 năm 2022, Silva ghi một cú đúp và kiến tạo trong chiến thắng 5–0 trên sân khách trước Sporting CP trong trận lượt đi vòng 16 đội Champions League, được vinh danh là cầu thủ xuất sắc nhất trận trong trận thứ hai liên tiếp.
Trải qua phần lớn thời gian trong 4 mùa giải đầu tiên ở Manchester để cung cấp chiều rộng cho cánh phải, anh ấy đã trở thành một cầu thủ đa năng tối ưu trong suốt mùa giải này. Mặc dù về mặt chức năng là một tiền vệ trung tâm, anh ấy đã dành thời gian ở cả vị trí tiền đạo cắm (anh ấy đã ghi bàn từ đó vào lưới Manchester United) và tiền vệ phòng ngự. Anh kết thúc mùa giải với 13 bàn thắng và 7 đường kiến tạo trên mọi đấu trường.

## Sự nghiệp quốc tế

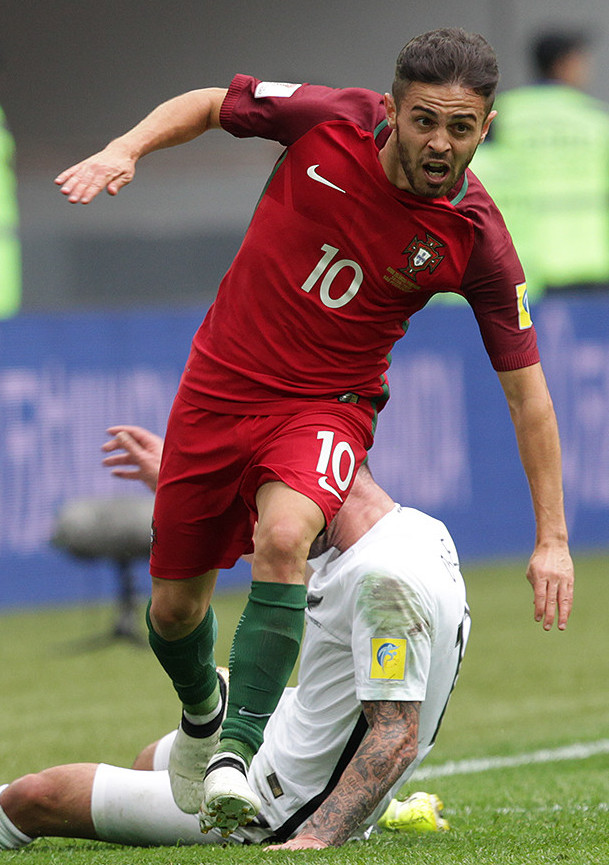
Silva tại Cúp Liên đoàn các châu lục 2017

Năm 2013, Silva đại diện cho Bồ Đào Nha tại Giải vô địch U-19 châu Âu 2013, lọt vào bán kết. Với những màn trình diễn của mình, anh ấy đã được các phóng viên của UEFA bầu chọn là một trong 10 tài năng U-19 hàng đầu ở châu Âu.
Vào ngày 31 tháng 3 năm 2015, Silva có trận ra mắt đội tuyển Bồ Đào Nha, bắt đầu trong trận thua giao hữu 0–2 trước Cape Verde ở Estoril.
Vào ngày 27 tháng 6 năm 2015, Silva ghi bàn thắng đầu tiên cho U-21 Bồ Đào Nha trong chiến thắng 5–0 trước U-21 Đức ở bán kết Giải vô địch U21 châu Âu tại Cộng hòa Séc. Anh bị loại khỏi đội tuyển Bồ Đào Nha tham dự UEFA Euro 2016 vì chấn thương.
Silva được chọn vào đội tuyển Bồ Đào Nha tham dự Cúp Liên đoàn các châu lục 2017 được tổ chức tại Nga. Anh ấy đã ghi bàn thắng thứ hai trong trận đấu ở vòng bảng của giải đấu, trong chiến thắng 4–0 trước New Zealand. Đội tuyển quốc gia lọt vào bán kết trước khi thua Chile trong loạt sút luân lưu sau khi hòa 0–0 vào cuối thời gian quy định. Anh ấy đã bỏ lỡ trận play-off tranh hạng ba, trong đó Bồ Đào Nha đánh bại Mexico 2–1 sau hiệp phụ.
Silva có tên trong danh sách 23 người của Bồ Đào Nha tham dự FIFA World Cup 2018 tại Nga. Anh góp mặt trong cả 4 trận đấu với Bồ Đào Nha, nhưng bị loại khỏi giải đấu sau trận thua 1–2 trước Uruguay.
Silva đã được chọn cho ba trận đấu ở vòng bảng UEFA Nations League 2018–19, ghi một bàn thắng trong chiến thắng 3–2 trước Ba Lan. Tại Vòng Chung kết UEFA Nations League, Silva chơi cả hai trận và ghi một pha kiến tạo trong mỗi trận giúp Bồ Đào Nha giành cúp trên sân nhà, đồng thời anh tiếp tục được vinh danh là cầu thủ xuất sắc nhất giải đấu.
Silva có tên trong đội hình cuối cùng của Bồ Đào Nha tham dự giải đấu UEFA Euro 2020 bị trì hoãn, xuất hiện trong tất cả các trận của vòng 16 đội cuối cùng gặp [[Đội tuyển bóng đá quốc gia Bỉ|Bỉ.
Vào tháng 10 năm 2022, anh có tên trong đội hình 55 người sơ bộ của Bồ Đào Nha tham dự FIFA World Cup 2022 tại Qatar, được đưa vào đội hình 26 người cuối cùng của giải đấu.

## Thống kê sự nghiệp

### Câu lạc bộ

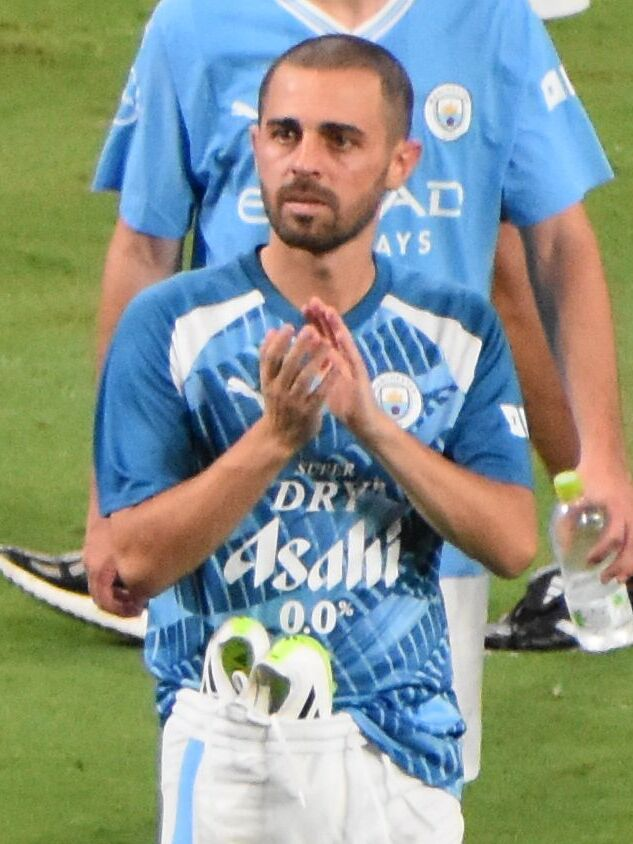
Bernardo với Manchester City sau trận đấu giao hữu tiền mùa giải với Yokohama F. Marinos năm 2023

Tính đến ngày 19 tháng 5 năm 2024
| Câu lạc bộ          | Mùa giải            | Giải đấu            | Giải đấu | Giải đấu | Cúp quốc gia | Cúp quốc gia | Cúp Liên đoàn | Cúp Liên đoàn | Châu lục | Châu lục | Khác | Khác | Tổng cộng | Tổng cộng |
| Câu lạc bộ          | Mùa giải            | Hạng                | Trận     | Bàn      | Trận         | Bàn          | Trận          | Bàn           | Trận     | Bàn      | Trận | Bàn  | Trận      | Bàn       |
| ------------------- | ------------------- | ------------------- | -------- | -------- | ------------ | ------------ | ------------- | ------------- | -------- | -------- | ---- | ---- | --------- | --------- |
| Benfica B           | 2013–14             | Segunda Liga        | 38       | 7        | —            | —            | —             | —             | —        | —        | —    | —    | 38        | 7         |
| Benfica             | 2013–14             | Primeira Liga       | 1        | 0        | 1            | 0            | 1             | 0             | 0        | 0        | —    | —    | 3         | 0         |
| Monaco (mượn)       | 2014–15             | Ligue 1             | 15       | 2        | 1            | 1            | 2             | 0             | 3        | 0        | —    | —    | 21        | 3         |
| Monaco              | 2014–15             | Ligue 1             | 17       | 7        | 2            | 0            | 1             | 0             | 4        | 0        | —    | —    | 24        | 7         |
| Monaco              | 2015–16             | Ligue 1             | 32       | 7        | 3            | 0            | 1             | 0             | 8        | 0        | —    | —    | 44        | 7         |
| Monaco              | 2016–17             | Ligue 1             | 37       | 8        | 3            | 0            | 3             | 0             | 15       | 3        | —    | —    | 58        | 11        |
| Monaco              | Tổng cộng           | Tổng cộng           | 140      | 31       | 10           | 1            | 8             | 0             | 30       | 3        | —    | —    | 188       | 35        |
| Manchester City     | 2017–18             | Premier League      | 35       | 6        | 3            | 1            | 6             | 1             | 9        | 1        | —    | —    | 53        | 9         |
| Manchester City     | 2018–19             | Premier League      | 36       | 7        | 4            | 2            | 2             | 0             | 8        | 4        | 1    | 0    | 50        | 13        |
| Manchester City     | 2019–20             | Premier League      | 34       | 6        | 4            | 1            | 6             | 1             | 7        | 0        | 1    | 0    | 52        | 8         |
| Manchester City     | 2020–21             | Premier League      | 26       | 2        | 3            | 2            | 3             | 0             | 13       | 1        | —    | —    | 44        | 5         |
| Manchester City     | 2021–22             | Premier League      | 35       | 8        | 3            | 2            | 0             | 0             | 11       | 3        | 1    | 0    | 50        | 13        |
| Manchester City     | 2022–23             | Premier League      | 34       | 4        | 5            | 0            | 2             | 0             | 13       | 3        | 1    | 0    | 55        | 7         |
| Manchester City     | 2023–24             | Premier League      | 33       | 6        | 5            | 3            | 0             | 0             | 8        | 2        | 3    | 1    | 49        | 12        |
| Manchester City     | Tổng cộng           | Tổng cộng           | 233      | 39       | 27           | 11           | 19            | 2             | 69       | 14       | 7    | 1    | 355       | 67        |
| Tổng cộng sự nghiệp | Tổng cộng sự nghiệp | Tổng cộng sự nghiệp | 373      | 70       | 37           | 12           | 27            | 2             | 99       | 17       | 7    | 1    | 543       | 102       |

### Quốc tế
Tính đến ngày 5 tháng 7 năm 2024.
| Đội tuyển quốc gia | Năm       | Trận | Bàn |
| ------------------ | --------- | ---- | --- |
| Bồ Đào Nha         | 2015      | 6    | 0   |
| Bồ Đào Nha         | 2016      | 4    | 1   |
| Bồ Đào Nha         | 2017      | 12   | 1   |
| Bồ Đào Nha         | 2018      | 12   | 1   |
| Bồ Đào Nha         | 2019      | 9    | 3   |
| Bồ Đào Nha         | 2020      | 8    | 1   |
| Bồ Đào Nha         | 2021      | 13   | 1   |
| Bồ Đào Nha         | 2022      | 14   | 0   |
| Bồ Đào Nha         | 2023      | 9    | 3   |
| Bồ Đào Nha         | 2024      | 6    | 1   |
| Tổng cộng          | Tổng cộng | 93   | 12  |

#### Bàn thắng quốc tế
| #   | Ngày                 | Địa điểm                                         | Đối thủ              | Bàn thắng | Kết quả | Giải đấu                      |
| --- | -------------------- | ------------------------------------------------ | -------------------- | --------- | ------- | ----------------------------- |
| 1.  | 1 tháng 9 năm 2016   | Sân vận động Bessa, Porto, Bồ Đào Nha            | Gibraltar            | 4–0       | 5–0     | Giao hữu                      |
| 2.  | 24 tháng 6 năm 2017  | Sân vận động Krestovsky, Saint Petersburg, Nga   | New Zealand          | 2–0       | 4–0     | FIFA Confed Cup 2017          |
| 3.  | 11 tháng 10 năm 2018 | Sân vận động Śląski, Chorzów, Ba Lan             | Ba Lan               | 2–0       | 4–0     | UEFA Nations League 2018–19   |
| 4.  | 7 tháng 9 năm 2019   | Sân vận động Sao Đỏ, Belgrade, Serbia            | Serbia               | 4–2       | 4–2     | Vòng loại UEFA Euro 2020      |
| 5.  | 11 tháng 10 năm 2019 | Sân vận động José Alvalade, Lisbon, Bồ Đào Nha   | Luxembourg           | 1–0       | 3–0     | Vòng loại UEFA Euro 2020      |
| 6.  | 14 tháng 11 năm 2019 | Sân vận động Algarve, Faro, Bồ Đào Nha           | Litva                | 5–0       | 6–0     | Vòng loại UEFA Euro 2020      |
| 7.  | 14 tháng 10 năm 2020 | Sân vận động José Alvalade, Lisbon, Bồ Đào Nha   | Thụy Điển            | 1–0       | 2–0     | UEFA Nations League 2020–21   |
| 8.  | 7 tháng 9 năm 2021   | Sân vận động Olympic Baku, Baku, Azerbaijan      | Azerbaijan           | 1–0       | 3–0     | Vòng loại FIFA World Cup 2022 |
| 9.  | 23 tháng 3 năm 2023  | Sân vận động José Alvalade, Lisbon, Bồ Đào Nha   | Liechtenstein        | 2–0       | 4–0     | Vòng loại UEFA Euro 2024      |
| 10. | 26 tháng 3 năm 2023  | Stade de Luxembourg, Luxembourg City, Luxembourg | Luxembourg           | 4–0       | 6–0     | Vòng loại UEFA Euro 2024      |
| 11. | 17 tháng 6 năm 2023  | Sân vận động Ánh sáng, Lisbon, Bồ Đào Nha        | Bosna và Hercegovina | 1–0       | 3–0     | Vòng loại UEFA Euro 2024      |
| 12. | 22 tháng 6 năm 2024  | Westfalenstadion, Dortmund, Đức                  | Thổ Nhĩ Kỳ           | 1–0       | 3–0     | UEFA Euro 2024                |

## Danh hiệu

### Câu lạc bộ
Benfica
- Primeira Liga: 2013–14[75]
- Taça de Portugal: 2013–14[75]
- Taça da Liga: 2013–14[75]

Monaco
- Ligue 1: 2016–17[76]

Manchester City
- Premier League: 2017–18, 2018–19, 2020–21, 2021–22[77], 2022–23, 2023–24
- FA Cup: 2018–19[78], 2022–23
- EFL Cup: 2017–18,[79] 2018–19,[80] 2019–20,[81] 2020–21[82]
- FA Community Shield: 2018,[83] 2019,[84] 2024
- UEFA Champions League: 2022–23;[85] á quân: 2020–21[86]
- UEFA Super Cup: 2023
- FIFA Club World Cup: 2023

### Đội tuyển quốc gia
U21 Bồ Đào Nha
- UEFA European Under-21 Championship á quân: 2015[75]

Bồ Đào Nha
- UEFA Nations League: 2019[87]
- FIFA Confederations Cup Hạng ba: 2017[88]
- UEFA European Football Championship: 2016